# Museo del Coral
El Museo del Coral fue inaugurado en Nápoles en la Galleria Umberto I, que está frente al Teatro di San Carlo y cerca del Palacio Real de Nápoles. Incluye una secciòn didáctica y una sección artística, que muestra no solo cientos de joyas en calidad de testigos de la fabricación de piezas en coral y Camafeos en Nápoles de 1805 a 1950, sino también documentos antiguos, herramientas, maquinaria y fotos para revivir y continuar a lo largo de un viaje iniciado hace 150 años.